# Euwallacea
Genre
Euwallacea est un genre d'insectes coléoptères de la famille des Curculionidae.

## Liste d'espèces
Selon Catalogue of Life (3 décembre 2015) :
- Euwallacea andamanensis Wood & Bright, 1992
- Euwallacea aplanatus Wood & Bright, 1992
- Euwallacea artelaevis Wood & Bright, 1992
- Euwallacea barbatomorphus Wood & Bright, 1992
- Euwallacea barbatulus Wood & Bright, 1992
- Euwallacea barbatus Wood & Bright, 1992
- Euwallacea benguetensis Wood & Bright, 1992
- Euwallacea bicolor Wood & Bright, 1992
- Euwallacea comptus Wood & Bright, 1992
- Euwallacea destruens Wood & Bright, 1992
- Euwallacea dilatatiformis Wood & Bright, 1992
- Euwallacea filiformis Wood & Bright, 1992
- Euwallacea fornicatus Wood & Bright, 1992
- Euwallacea fulvus Wood & Bright, 1992
- Euwallacea galeatus Wood & Bright, 1992
- Euwallacea goloanus Wood & Bright, 1992
- Euwallacea granosus Wood & Bright, 1992
- Euwallacea illustrius Wood & Bright, 1992
- Euwallacea imitans Eggers, 1927b
- Euwallacea interjectus Wood & Bright, 1992
- Euwallacea kersianus Bright & Skidmore, 1997
- Euwallacea khayae Wood & Bright, 1992
- Euwallacea kororensis Wood & Bright, 1992
- Euwallacea laevis Wood & Bright, 1992
- Euwallacea limatus Wood & Bright, 1992
- Euwallacea lopehuensis Wood & Bright (Beeson in), 1992
- Euwallacea loricatus Wood & Bright, 1992
- Euwallacea luctuosus Wood & Bright, 1992
- Euwallacea lugubris Wood & Bright, 1992
- Euwallacea malloti Wood & Bright, 1992
- Euwallacea metanepotulus Wood & Bright, 1992
- Euwallacea murudensis Bright & Skidmore, 1997
- Euwallacea nigricans Wood & Bright (Schedl in), 1992
- Euwallacea nigrosetosus Wood & Bright, 1992
- Euwallacea oparunus Wood & Bright, 1992
- Euwallacea pandae Wood & Bright, 1992
- Euwallacea piceus Wood & Bright, 1992
- Euwallacea procerrimus Wood & Bright, 1992
- Euwallacea procerrissimus Wood & Bright, 1992
- Euwallacea quadraticollis Wood & Bright, 1992
- Euwallacea rufoniger Wood & Bright, 1992
- Euwallacea russulus Wood & Bright, 1992
- Euwallacea samoensis Beeson, 1929
- Euwallacea sibsagaricus Wood & Bright, 1992
- Euwallacea solomonicus Wood & Bright, 1992
- Euwallacea streblicola Hopkins, 1915b
- Euwallacea strombiformis Wood & Bright, 1992
- Euwallacea subcoriaceus Eggers, 1927c
- Euwallacea subemarginatus Bright & Skidmore, 2002
- Euwallacea subparallelus Wood & Bright, 1992
- Euwallacea talumalai Wood & Bright, 1992
- Euwallacea tonkinensis Wood & Bright, 1992
- Euwallacea trapezicollis Wood & Bright, 1992
- Euwallacea tristis Wood & Bright, 1992
- Euwallacea tumidus Wood & Bright, 1992
- Euwallacea validus Wood & Bright, 1992
- Euwallacea velatus Wood & Bright, 1992
- Euwallacea viruensis Bright & Skidmore, 1997
- Euwallacea voarotrae Wood & Bright, 1992
- Euwallacea wallacei Hopkins, 1915b
- Euwallacea xanthopus Wood & Bright, 1992
- Euwallacea zicsii Wood & Bright, 1992

Selon ITIS (3 décembre 2015) :
- Euwallacea formicatus (Eichhoff, 1868)

Selon NCBI (3 décembre 2015) :
- Euwallacea andamanensis
- Euwallacea destruens
- Euwallacea fornicatus
- Euwallacea interjectus
- Euwallacea piceus
- Euwallacea russulus
- Euwallacea similis
- Euwallacea striatulus
- Euwallacea subemarginatus
- Euwallacea talumalai
- Euwallacea validus
- Euwallacea wallacei
- Euwallacea xanthopus